# Махмудов, Эльдар Ахмед оглы
Эльдар Ахмед оглы Махмудов (азерб. Eldar Əhməd oğlu Mahmudov; род. 1956) — азербайджанский государственный деятель, министр национальной безопасности Азербайджана (23 июля 2004 — 17 октября 2015), генерал-полковник.

## Биография
Родился в городе Баку 28 ноября 1956 года в семье учёных. В 1978 году окончил финансово-кредитный факультет Института народного хозяйства имени Д. Буниатзаде, в 1993 году — юридический факультет Бакинского государственного университета. Проходил срочную службу в рядах вооружённых сил. Женат, имеет троих детей.

### Работа в Министерстве внутренних дел
В 1980—2004 годах служил в органах Министерства внутренних дел Азербайджана. Работал в структурах по борьбе с организованной преступностью и уголовного розыска.
В 1993 году назначен начальником отдела в Управление по борьбе с наркотиками, через некоторое время был,  выдвинут на должность заместителя начальника этого же управления.
В 1993—2003 годах работал начальником Управления по борьбе с экономической преступностью и Оперативно-координационного бюро в сфере экономики. В начале 2004 году был назначен начальником Главного управления по борьбе с наркотиками.
Периодически представлял Азербайджанскую Республику на различных конференциях и семинарах, посвящённых вопросам борьбы с терроризмом, коррупцией, торговли людьми, незаконным оборотом наркотиков, проводившимся в рамках влиятельных международных организаций в различных странах мира. Принимал непосредственное участие в разработке многочисленных международно-правовых документов, в том числе Конвенции ООН против коррупции. Неоднократно поощрён за достигнутые успехи и лучшие показатели в оперативно-служебной деятельности.

### Глава Министерства национальной безопасности
Указом Президента Азербайджанской Республики за № 320 от 23 июля 2004 года назначен Министром национальной безопасности Азербайджанской Республики с присвоением воинского звания генерал-майор.
16 октября 2009 года был награждён Большим офицерским орденом Республики Польша.
В 2014 году распоряжением Президента Азербайджанской Республики Эльдару Махмудову было присвоено звание генерал-полковник.
17 октября 2015 года указом Президента Азербайджанской Республики Эльдар Махмудов был освобождён от должности Министра национальной безопасности.

### Успешные операции на должности главы министерства национальной безопасности
Покушение на президента
В мае 2012 года в ходе крупной широкомасштабной операции по всему Азербайджану было предотвращено покушение на президента Алиева, а также запланированный теракт на конкурсе песни «Евровидение-2012» в Баку.
Покушение на президента Алиева произошло в северо-западном регионе Азербайджана, где силы МНБ предприняли решительные действия по нейтрализации угрозы. Транснациональная террористическая группа планировала скоординированное нападение с целью убить и покалечить максимальное количество жертв, ориентируясь на знаковые места, где могли быть нанесены массовые жертвы.
Террористы планировали атаковать престижные отели, религиозные центры, места паломничества и другие объекты, что может привести к максимальным жертвам. Сотрудники правоохранительных органов и административные центры по всему Азербайджану также стали мишенью хорошо подготовленной и обеспеченной ресурсами террористической группы.
Действуя на основании разведывательных данных, Министерство национальной безопасности во главе с Эльдаром Махмудовым провело специальные широкомасштабные операции в ряде городов Азербайджана, в том числе в Баку, Гяндже и Сугаите, а также в других городах, находившихся под угрозой террористического нападения. Террористы специально нацелились на конкурс «Евровидение-2012» в Баку, надеясь совершить международное злодеяние, которое привлечет внимание всего мира. В результате антитеррористической операции был убит известный лидер организованной группы Вугар Падаров, а также ряд других террористов.
Престижные отели, такие как Hilton Baku и JW Marriot Hotel Absheron, были целями террористической группы, как и Бакинский Хрустальный зал, который был местом проведения конкурса Евровидение 2012. Террористы заложили взрывные устройства в автомобили возле различных отелей и места проведения Евровидения-2012, но антитеррористические меры, принятые Министерством национальной безопасности, предотвратили попытку вызвать массовые жертвы. Силами Министерства национальной безопасности было убито несколько террористов, было произведено несколько арестов и вынесены обвинительные приговоры.
Операция Чёрный пояс
В марте 2005 г. Махмудов провел операцию «Черный пояс» по спасению Замиры Гаджиевой, жены председателя Международного банка Азербайджана Джангира Гаджиева, похищенной преступной группировкой в феврале 2005 г. Однако за передвижениями банды уже следило Министерство национальной безопасности Азербайджана.
Операция против ОПГ, занимавшейся похищениями людей, убийствами и другими тяжкими преступлениями с 1996 года, увенчалась успехом. В ходе следствия было раскрыто более 50 преступлений, в том числе убийства, похищения людей и другие тяжкие преступления. В состав банды входили очень высокопоставленные сотрудники полиции, а руководил ими старший оперуполномоченный Главного управления криминальной разведки МВД подполковник Гаджи Мамедов.
За девять лет банда похитила не менее десятка родственников известных в Азербайджане бизнесменов с целью получения выкупа. Одновременно по всему Азербайджану были арестованы ещё 13 членов группы похитителей, в том числе граждане Российской Федерации и Чечни.
Операция Картал
Операция «Картал» — крупная антитеррористическая операция на северных территориях Азербайджана, организованная Министерством национальной безопасности Азербайджанской Республики под руководством Эльдара Махмудова. Его целью было противостоять и нейтрализовать лидеров банды «Лесные братья», печально известной террористической группировки, базирующейся в Гусарском районе Азербайджана. 25 августа 2008 года банда находилась в лесном массиве между селами Аваран и Хурель Гусарского района. Спецназу было приказано вести огонь по террористам, открывшим огонь из автоматов и гранат. Боевики скрылись с места происшествия, было организовано полномасштабное преследование с использованием боевых вертолётов и бронетехники. У членов группировки были изъяты незаконно хранившееся оружие и литература, «пропагандирующая джихад и терроризм».
Был разработан специальный план и проведена контртеррористическая операция спецназом подразделения Гарталь Министерства национальной безопасности. 6 сентября 2008 года террористы окружили дом на окраине города Гусары. В перестрелке со спецназом погибли трое боевиков, лидеру террористов Ильгару Моллачиеву удалось скрыться с места происшествия. 7 сентября 2008 года был обнаружен и убит в Дагестане силами МВД.
Война с наркотиками
В 2007 году Министерство национальной безопасности под руководством Эльдара Махмудова активизировало свои усилия по борьбе с контрабандой наркотиков в страну. Целый ряд инициатив направлен на пресечение организованной преступностью ввоза наркотиков в Азербайджан из Ирана, Афганистана и других стран. Были произведены конфискации и громкие аресты. В апреле 2007 года сообщалось, что организованная преступная группа перехватывала контрабанду наркотиков по маршруту Иран-Азербайджан-Россия-Япония и изъяла 68 кг наркотиков.
В июне 2007 года было объявлено, что Министерство национальной безопасности предотвратило распространение более 250 кг наркотиков преступными группировками с помощью разведывательных операций. В июле в ходе совместной операции Министерства национальной безопасности и Государственной пограничной службы Азербайджана была задержана организованная группа по контрабанде наркотиков. Было изъято значительное количество героина и гашиша, и их продажа была предотвращена. К сентябрю 2007 г. несколько групп контрабанды наркотиков подверглись преследованию и перехвачены, при этом Министерство национальной безопасности изъяло более 150 кг сильнодействующих наркотиков. За время пребывания Эльдара Махмудова на посту министра национальной безопасности Азербайджанской Республики ежегодно перехватывалось более тонны тяжелейших наркотиков.
Борьба с терроризмом
За время правления Эльдара Махмудова Министерство национальной безопасности провело множество успешных контртеррористических операций. Иностранные террористические группы, в том числе ячейки Аль-Каиды, были нейтрализованы, а их лидеры арестованы или ликвидированы:
В 2006 году была перехвачена террористическая группа из Армении и сорваны её планы нападения на нефтепровод Баку-Тбилиси-Джейхан.
В 2007 году теракты и диверсии в Баку были предотвращены. Позднее в том же году, в ноябре, была нейтрализована радикальная группировка, связанная с «Аль-Каидой». Выяснилось, что в нём укрывается высокопоставленный беглец «Аль-Каиды» по имени Абу Джафар, который планирует вывезти его контрабандой из Азербайджана. В июле 2008 г. прокурор потребовал длительных сроков тюремного заключения для группы и Абу Джафара, который был приговорен к четырнадцати годам лишения свободы.
В конце 2009 года Министерство национальной безопасности предотвратило заговор организованной группы по контрабанде в страну из Грузии большого количества оружия для организации террористической деятельности в Азербайджане.
Министерство национальной безопасности также боролось с кибертерроризмом и в мае 2011 года успешно идентифицировало азербайджаноязычные веб-сайты, базирующиеся в зарубежных странах. В тесном сотрудничестве с Министерством связи и информационных технологий были заблокированы сайты, которые содержали информацию о способах разжигания национальной и религиозной конфронтации, способах вербовки террористов и инструкциях по изготовлению самодельных взрывных устройств.
Крупный террористический акт — запланированное убийство общественного деятеля — был предотвращен в январе 2012 года Министерством национальной безопасности, когда была задержана организованная группа, финансируемая и оснащенная Ираном, и изъяты огнестрельное оружие, взрывчатые вещества и оборудование.
В марте 2012 года в результате специальной операции Министерства национальной безопасности было арестовано 22 человека по обвинению в шпионской деятельности против Азербайджана, действовавшей по приказу Стражей исламской революции Ирана.
В частности, было разоблачено большое количество агентов, действовавших на территории Азербайджана, завербованных спецслужбами иностранных государств.

## Семья
Махмудов женат, имеет троих детей. По данным семейной организации Ашуров-Маликовых, жена Махмудова, Тамира Махмудова, происходит от известного азербайджанского бизнесмена и политика начала XX века Аслана Ашурова (чей сын был основателем первого независимого Азербайджана, Ага Ашуров).

## Награды
- Орден «Азербайджанское знамя» (2005 год)[27].
- Офицер ордена Заслуг перед Республикой Польша (25 июня 2009 года, Польша) — за выдающийся вклад в развитие сотрудничества между Республикой Польша и Азербайджанской Республикой[28].
- Грамота Содружества Независимых Государств (3 сентября 2011 года) — за активную работу по укреплению и развитию Содружества Независимых Государств[29].